# Kyle Wamsley
Pour les articles homonymes, voir Wamsley.
Kyle Wamsley (né le 1er mars 1980) est un coureur cycliste américain. Actif durant les années 2000 et 2010, il a notamment remporté la Fitchburg Longsjo Classic.

## Palmarès
- 2003
  - 3e étape du Tour de Christiana
- 2004
  - 6e étape du Tour de Cuba
  - Mississippi GP
- 2005
  - Tour de Somerville
  - 2e du Rochester Twilight Criterium
  - 3e du championnat des États-Unis du critérium
- 2006
  - Kelly Cup
  - 7e étape du Tour de Toona
  - 2e du Tour de Somerville
- 2007
  - Crystal City Classic
  - Chris Thater Memorial Criterium
  - 3e du Rochester Twilight Criterium
- 2008
  - Cox Charities Cycling Classic
  - Fitchburg Longsjo Classic :
    - Classement général
    - 3e étape

  - 2e du Tour de Somerville
  - 3e du Tour de Toona
  - 2e de l'US Air Force Cycling Classic
- 2009
  - 3e étape de la Redlands Bicycle Classic
  - Sandy Springs Criterium
  - 2e du Historic Roswell Criterium
  - 2e du Sunny King Criterium
- 2011
  - 3e étape du Wilmington Grand Prix
  - 2e du Wilmington Grand Prix
- 2012
  - Chris Thater Memorial Criterium
  - 3e du Sunny King Criterium

## Classements mondiaux
| Année            | 2005 | 2006 | 2007 | 2008 | 2009 | 2010 | 2011 |
| ---------------- | ---- | ---- | ---- | ---- | ---- | ---- | ---- |
| UCI America Tour | 100e |      | 135e | 106e | 198e |      | 125e |